# Municipio de Hume (Dakota del Norte)
El municipio de Hume (en inglés: Hume Township) es un municipio ubicado en el condado de Slope en el estado estadounidense de Dakota del Norte. En el año 2010 tenía una población de 25 habitantes y una densidad poblacional de 0,27 personas por km².

## Geografía
El municipio de Hume se encuentra ubicado en las coordenadas 46°24′37″N 103°6′48″O / 46.41028, -103.11333. Según la Oficina del Censo de los Estados Unidos, el municipio tiene una superficie total de 91.89 km², de la cual 91,89 km² corresponden a tierra firme y (0 %) 0 km² es agua.

## Demografía
Según el censo de 2010, había 25 personas residiendo en el municipio de Hume. La densidad de población era de 0,27 hab./km². De los 25 habitantes, el municipio de Hume estaba compuesto por el 100 % blancos. Del total de la población el 0 % eran hispanos o latinos de cualquier raza.